# Motorola Mobility
Motorola Mobility LLC är ett amerikanskt multinationellt telekommunikationsföretag inom mobiltelefoni, som ägs av kinesiska Lenovo, där de tillverkar och marknadsför mobiltelefoner, smartphones och smartklockor.
Företaget grundades den 4 januari 2011 när det globala telekommunikationsföretaget Motorola, Inc. delades upp i två företag, Motorola Mobility och Motorola Solutions. Den 15 augusti meddelade IT-jätten Google, Inc. att man hade för avsikt att förvärva Mobility till en kostnad på $12,5 miljarder, affären slutfördes i maj 2012 efter att flera länders konkurrensmyndigheter sade ja till förvärvet. Googles vd Larry Page medgav att största anledningen till att de förvärvade Mobility var att komma åt deras patentportfölj på 17 000 registrerade patent och 7 500 patent under prövning, för att skydda Googles operativsystem Android mot patentattacker från sina konkurrenter. Google sålde av allt som inte hade med mobiltelefoni att göra, till exempel tillverkningen av kringutrustning för bredband och television, till Arris Group för $2,35 miljarder. Den 29 januari 2014 offentliggjorde Google att man hade för avsikt att sälja Mobility till det kinesiska datateknikföretaget Lenovo Group Ltd. för $2,91 miljarder, affären slutfördes den 30 oktober och gjorde Lenovo till världens tredje största tillverkare av smartphones.
Företaget hade i september 2014 en personalstyrka på 3 466 anställda och deras huvudkontor ligger i Chicago i Illinois.